# Cefalù
Cefalù (på sicilianska Cifalù, grekiska Κεφαλοίδιον, latin Cephaloedium) är en stad och kommun på Siciliens nordkust. Staden tillhör storstadsregionen Palermo, innan 2015 i provinsen Palermo, och ligger cirka 75 kilometer från staden Palermo. Staden hade 14 928 invånare (2017) och är med sin långa sandstrand ett populärt turistmål för skandinaver såväl som fransmän och italienare.  Cefalù ligger vid kusten och bakom staden, inåt land, ligger en 270 meter hög klippa, på vilken finns ruinen av ett tempel tillägnat Diana, jaktens gudinna i romersk mytologi, uppfört på 800-talet f.Kr.. Ända uppe på toppen ligger ruinerna av en borg från 1200-talet.
Diodorus Siculus omnämnde staden 396 f.Kr. Staden har under historiens lopp kontrollerats av karthagerna, Dionysios d.ä., romarna, araberna och normanderna. Cefalù blev en del av Italien år 1861.
Stadens huvudgator är Corso Ruggero och Via Vittorio Emanuele och gatunätet är fullt av små gator och gränder. Den stora katedral i normandisk stil, som började byggas år 1131 under kung Roger II:s styre, är den största av stadens många kyrkor. Katedralens interiör är rikt utsmyckad, bland annat med en stor mosaik. Interiören har restaurerats ett flertal gånger, bland annat 1559 och under mitten av 1800-talet
Aleister Crowley höll till i sitt kloster "Abbey of Thelema" utanför Cefalù under ett par år innan Benito Mussolini förvisade honom från Italien 1923. Det övergivna klostret, i vilket Crowley och hans lärjungar påstås ha ägnat sig åt orgier och magiska riter, finns kvar idag.
|                                    |
| Katedralen, sedd från Piazza Duomo |

|                                          |
| Cefalù sedd från klippan ovanför staden. |